# Glycine albicans
Glycine albicans es una especie de planta floral del género Glycine, familia Fabaceae, orden Fabales.

## Distribución
Se distribuye por Australia Occidental.

## Taxonomía
Fue descrita por Tindale & Craven y publicada en Australian Systematic Botany 1: 401 (1988 publ. 1989).